# جيمس دي. بوست
جيمس دي. بوست هو محامي وسياسي أمريكي، ولد في 25 نوفمبر 1863 في ميلدجفيل في الولايات المتحدة، وتوفي في 1 أبريل 1921 في واشنطن كورت هاوس في الولايات المتحدة. نشط حزبياً في الحزب الديمقراطي. وقد انتخب عضو مجلس النواب الأمريكي ‏.